# Saint-Victeur
Saint-Victeur település Franciaországban, Sarthe megyében. Lakosainak száma 438 fő (2022. január 1.). Saint-Victeur Gesnes-le-Gandelin, Assé-le-Boisne, Fyé és Saint-Ouen-de-Mimbré községekkel határos.

## Népesség
A település népessége az elmúlt években az alábbi módon változott:
| Lakosok száma | 474  | 461  | 458  | 456  | 456  | 459  | 452  | 445  | 438  |
|               | 2013 | 2015 | 2016 | 2017 | 2018 | 2019 | 2020 | 2021 | 2022 |